# William D'Amico
William John D'Amico, noto Bill (Utica, 3 ottobre 1910 – Lake Placid, 30 ottobre 1984) è stato un bobbista statunitense.

## Biografia
Dopo aver combattuto nella seconda guerra mondiale partecipò ai V Giochi olimpici invernali (edizione disputatasi nel 1948 a Sankt Moritz, Svizzera) vinse la medaglia d'oro nel Bob a quattro con i connazionali Francis Tyler, Edward Rimkus e Patrick Martin partecipando per la nazionale statunitense II, superando la nazionale belga a l'altra statunitense (medaglia d'argento e medaglia di bronzo). 
Il tempo totalizzato fu di 5:20,1, con un breve distacco dagli altri due tempi: 5:21,3 e 5:21,5.
Inoltre ai campionati mondiali vinse due ori e una medaglia di bronzo:
- 1949, medaglia d'oro nel bob a quattro con Stanley Benham, William Casey e Patrick Martin, argento nel bob a due con Stanley Benham.
- 1950, medaglia d'oro nel bob a quattro con Stanley Benham, James Atkinson e Patrick Martin, argento nel bob a due con Stanley Benham, medaglia di bronzo nel bob a due.